# Exacum tenue
Exacum tenue är en gentianaväxtart som först beskrevs av Carl Ludwig von Blume, och fick sitt nu gällande namn av Klack.. Exacum tenue ingår i släktet Exacum och familjen gentianaväxter. Inga underarter finns listade i Catalogue of Life.